# 大脱走〜虹色のアーチ〜single version
『大脱走〜虹色のアーチ〜single version』（だいだっそう にじいろのアーチ シングル バージョン）は、the ARROWSの1枚目のシングルである。

## 概要
- the ARROWSが初めてリリースしたシングルである。

## 収録曲
全曲 作詞/作曲：坂井竜二 
1. 大脱走〜虹色のアーチ〜
2. oh!ベイビー!!

## 収録アルバム
- 「大脱走〜虹色のアーチ〜」：東ファウンテン鉄道（2003年3月28日）
- 「oh!ベイビー!!」：スターサーカス（2004年7月23日）